# Ilesi
Ilesi (en grec, Ειλέσιον) és un topònim que apareix al Catàleg de les naus, de la Ilíada, referit a una de les ciutats de Beòcia de les que va sortir el contingent dels beocis que es dirigiren cap a Troia.
La ciutat d'Ilesi no ha estat identificada.
L'única dada que en facilita Estrabó és que es tractava d'una de les ciutats, com el cas d'Eleó, que va rebre el nom per haver estat ubicada prop de zones pantanoses, tot i que puntualitza que la situació en la seva època havia canviat, per haver baixat el nivell de l'aigua o per haver estat reconstruïda en un altre lloc.